# Physematium phillipsii
Physematium phillipsii — вид родини вудсієвих (Woodsiaceae), зростає на півдні США й у Мексиці.

## Біоморфологічний опис
Стебла від прямовисних до горизонтальних, з невеликою кількістю стійких черешкових основ неоднакової довжини; луски переважно рівномірно коричневі, але принаймні деякі двоколірні з темною центральною смугою та блідо-коричневими краями, вузько-ланцетні. Листки 5–35 × 1.5–6 см; стеблини листка світло-коричневого або солом'яного кольору, коли дозріває, іноді темніші біля основи, відносно крихкі; пластини листка ланцетоподібні, зазвичай 2-перисті проксимально, від рідко до помірно залозисті, ніколи не в'язкі; рахіси з розкиданими залозистими волосками й волосоподібними лусочками; пера від видовжено-дельтоподібних до еліптичних, більші в довжину ніж ширину, часто послаблюються до вузько гострої вершини, найбільші — з 7–18 парами широко розставлених сегментів, абаксіальні та адаксіальні поверхні дещо залозисті, не залозисті волоски або луска відсутні; сегменти зубчасті, часто дрібно лопатеві, краї часто блискучі адаксіально, дещо потовщені, з окремими залозами. Спори в середньому 37–44 мкм. 2n = 76.

## Середовище проживання
Зростає на півдні США (пд. Аризона, пд. Нью-Мексико, зх. Техас) й у Мексиці (Чихуахуа, Коауїла, Дуранго, Халіско, Сонора). Населяє скелі та скелясті схили; росте зазвичай на гранітних або вулканічних субстратах.